# ديزي كينيدي
ديزي كينيدي (بالإنجليزية: Daisy Kennedy)‏ هي عازفة كمان أسترالية، ولدت في 16 يناير 1893 في Burra, South Australia ‏ في أستراليا، وتوفيت في 30 يوليو 1981 في هامرسميث في المملكة المتحدة.

## وصلات خارجية
- ديزي كينيدي على موقع ميوزك برينز (الإنجليزية)